# 薄果草
薄果草（学名：Leptocarpus disjunctus）为帚灯草科薄果草属下的一个种。